# エア・ポケット (バンド)
エア・ポケット（Air Pocket）は、1970年代半ばに結成されたアメリカ合衆国のフュージョン・バンド。
ザ・マザーズ・オブ・インヴェンション（MOI）のメンバーだったブルース （トロンボーン）、トム（ベース）、ウォルト（トランペット）のファウラー兄弟を中心に結成された。

## 概要
3人のほか、ブルースのすぐ下の弟スティ―ヴ（サクソフォーン）と末弟エド（ベース）、MOIのドラマーだったチェスター・トンプソンらが参加した。
デビュー・アルバムはオリヴァー・ネルソンによってアレンジされた。1976年にLP、2002年にCDで、どちらもイースト・ウィンドから発表された。

## メンバー
- ウォルト・ファウラー (Walt Fowler) - トランペット、ミラフォン
- ブルース・ファウラー (Bruce Fowler) - トロンボーン
- スティーヴ・ファウラー (Steve Fowler) - アルト・サクソフォーン、フルート
- アルバート・ウィング (Albert Wing) - ソプラノ・サクソフォーン、テナー・サクソフォーン
- マイク・ミラー (Mike Miller) - ギター
- スチュ・ゴールドバーグ (Stu Goldberg) - ピアノ、エレクトリック・ピアノ、ミニムーグ、クラヴィネット
- エド・ファウラー (Ed Fowler) - エレクトリックベース
- トム・ファウラー (Tom Fowler) - エレクトリックベース
- チェスター・トンプソン (Chester Thompson) - ドラム

## ディスコグラフィ

### アルバム
- 『フライ・オン』 - Fly On (1976年、イースト・ウィンド)
- Hunter (1985年、Fossil Records)
- Breakfast for Dinosaurs (1988年、Fossil Records) ※Fowler Brothers名義